# Peter Karstkarel
Gerard Peter Karstkarel (Sneek, 1945) is een Nederlandse auteur, (kunst)historicus, neerlandicus en architectuurkenner.
Karstkarel schrijft met name over architectuur, beeldende kunst en literatuur. Rond 1970 behoorde Karstkarel tot de oprichters van de Stichting MAF (Moderne Architectuur Friesland), ter bescherming van monumentale gebouwen.
Peter Karstkarel schreef voor de Leeuwarder Courant, het Friesch Dagblad en ook Friesland Post. Tot 2006 werkte hij als redacteur non-fictie bij de Friese Pers Boekerij. Daarna werd hij freelance ambtenaar bij de gemeente Leeuwarden.

## 419xFriesland
Karstkarel is ook de auteur van het boek 419xFriesland. In dit lijvige werk beschrijft hij alle Friese dorpen, vlekken, plaatsen en steden. Peter Karstkarel was kunstrecensent voor het Friesch Dagblad. Bij zijn studie architectuurgeschiedenis in Groningen kreeg hij college van Wim Beeren en Ed Taverne.  Soms publiceerde Peter Karstkarel, als hij dat veiliger vond, onder het pseudoniem TYMEN VALK; hij leverde dan  b.v. humoristische kritiek op zijn eigen artikelen.

## Culturele manifestaties
Veel van de culturele manifestaties waar hij bij betrokken is, hebben te maken met klassieke muziek. Ook was hij initiatiefnemer en organisator van de Slachtemarathon, die sinds 2000 om de vier jaar wordt gehouden.

## Publicaties

### Auteur
- 2011: Sierlijk bouwen, Friese Pers Boekerij, ISBN 978-90-330-0902-0
- 2010: Alle middeleeuwse kerken in Friesland, Noordboek, ISBN 978-90-330-0959-4
- 2010: Alle middeleeuwse kerken in Groningen en Drenthe, Noordboek, ISBN 978-90-330-0960-0
- 2009: Kloosterpad 1453, Friese Pers Boekerij, ISBN 978-90-330-0928-0
- 2009: 323 x Groningen (met Klaske Karstkarel), Noordboek, ISBN 978-90-330-0770-5
- 2007: Alle middeleeuwse kerken-Van Harlingen tot Wilhelmshaven, Noordboek, ISBN 9789033005589
- 2007: Friese hofjes (met Leo van der Laan), Friese Pers Boekerij, ISBN 978-90-330-0626-5
- 2007: Onderdak in Achtkarspelen, voor de woningbouwvereniging Achtkarspelen, De Friese Pers, ISBN 9033006391, ISBN 9789033006395
- 2006: Bloedmooi Wûnseradiel, Friese Pers Boekerij/Noordboek, ISBN 9033005867, ISBN 9789033005862 (2008)
- 2005: 419× Friesland, Friese Pers Boekerij, ISBN 90-330-1191-3
- 2000: Klaas Koopmans, Friese Pers Boekerij, ISBN 90-330-1215-4
- 1998: Elfstedengids, Friese Pers Boekerij, ISBN 90-330-1493-9
- 1994: Oranje Nassau & Friesland, Friese Pers Boekerij, ISBN 90-330-1062-3
- 1993: Leeuwarden, beeld van een stad, Friese Pers Boekerij, ISBN 90-330-1049-6
- 1991: Renaissance in Friesland, Stichting Monument van de Maand, ISBN 90-73845-06-8
- 1987: Het Friese landschap in doorsnede, ISBN 90-9400961-7
- 1985: Elfstedentocht langs monumenten en musea, Friese Pers Boekerij, ISBN 90-330-1346-0
- 1985: Leeuwarden, Terra, ISBN 90-6255-232-3
- 1983: Topografische kartering van Noordoost-Nederland 1820-1824,

### Secundaire auteur
- 2003: Friesland, een contrastrijke provincie (met Erik Hesmerg en Willem Stegenga), Friese Pers Boekerij, ISBN 90-330-1166-2
- 2003: Koningin van de Potmarge (met Koos Foekema en Truus Duisterwinkel), Friese Pers Boekerij, ISBN 90-330-1177-8
- 2002: Margareta de Heer (± 1600 - ± 1665) (met Veerle Mans en Philippus Breuker), Friese Pers Boekerij, ISBN 90-330-1245-6
- 2002: Barend Blankert (met Albert Blankert, Pien Braat, Grace Westendorp en Harry Tupan), Waanders, Uitgeverij, ISBN 90-400-9638-4
- 2001: De Slachte (met Ultsje Hosper en Siem van der Woude), Friese Pers Boekerij, ISBN 90-330-1218-9
- 2000: Architectuur in Fryslân (met Jouke van den Bout en Arp Ernst), Friese Pers Boekerij, ISBN 90-330-0011-3
- 1999: Kloosterpad (met Nanka Karstkarel), Friese Pers Boekerij, ISBN 90-330-1099-2
- 1998: Woonhuizen in Friesland (met anderen), Friese Pers Boekerij, ISBN 90-330-1089-5
- 1998: Notabele woningen in Mantgum, met Bauke Boersma, ISBN 90-738-4542-4
- 1997: Elfstedentocht 1997 (eindred.), Friese Pers Boekerij, ISBN 90-330-1848-9
- 1996: De Elfsagentocht (met Lilian Ruijters), Edu'Actief, ISBN 90-75526-04-0
- 1996: Leeuwarden (met Johan Witteveen), Friese Pers Boekerij, ISBN 90-330-1477-7
- 1990: Stinsen en states (met Ronald Elward), Friese Pers Boekerij, ISBN 90-330-0234-5
- 1987: Wat wil Rome met Friesland ? (met anderen), Wever, ISBN 90-6135-440-4
- 1985: Kerken in Friesland (met Sytse ten Hoeve), Bosch & Keuning, ISBN 90-246-4542-5
- 1981: Van wezenzorg naar stadsbelang : het Old Burger Weeshuis te Sneek 1581-1981, met G. Bakker en B. van Haersma Buma, ISBN 90-606-6386-1
- 1980: Eekhoff en zijn werk : leven en werken van Wopke Eekhoff (1809-1880); stadsarchivaris van en boekhandelaar te Leeuwarden, met C.P. Hoekema,  Ph.H. Breuker en Wopke Eekhoff,Friese Pers Boekerij, ISBN 90-330-1801-2[4]

### Redactie
- 1999: Friesland (met Herman Conens, Theo de Witte en Johan Witteveen), Friese Pers Boekerij, ISBN 90-330-1438-6
- 1990: Natuurgetrouw (met Johan Fokkema e.a.), FPB Uitgevers, ISBN 90-330-0229-9
- 1989: Monumentaal Friesland, Friese Pers Boekerij, ISBN 90-330-1389-4
- 1983: Frisia illustrata (met Gert Elzinga en Dick van der Maarel), De Tille, ISBN 90-6630-036-1

- Bibliothèque nationale de France: cb14441553f (data)
- Gemeinsame Normdatei: 172180422
- International Standard Name Identifier: 0000 0000 3382 957X
- Library of Congress Control Number: n82137515
- Système universitaire de documentation: 124012744
- Virtual International Authority File: 54367342
- WorldCat: E39PBJrWCqKG6hhDgqcGx4hrbd